# Maison Vinck
Pour les articles homonymes, voir Vinck.
La Maison Vinck est un bâtiment de style « Art nouveau » édifié à Bruxelles par l'architecte Victor Horta.

## Localisation
La maison est située au numéro 85 de la rue Washington à Ixelles non loin de l'Avenue Louise et à deux pas de la place Albert Leemans.

## Historique
La Maison Vinck a été édifiée en deux temps. D'abord en 1906 par Victor Horta qui réalise les deux premiers niveaux. Ensuite en 1927 par Adrien Blomme qui ajoute le dernier étage tout en respectant le style initial de Victor Horta. Le propriétaire était le sénateur et avocat bruxellois Emile Vinck (1870-1950).

## Description
La façade est composée de trois niveaux et trois travées. La travée gauche est plus large que les deux autres. 
La façade est recouverte d'un enduit de couleur blanche. La pierre bleue est aussi visible avec la présence d'un cordon et d'un balcon. 
Avec des  moyens financiers plus réduits, Victor Horta réalise ici une façade d'une grande harmonie.

### Travée de gauche
La travée gauche est percée de trois baies rectangulaires. L'élément le plus marquant de cette travée se trouve au premier étage. Il s'agit d'un balcon en pierre complété d'une belle ferronnerie aux formes géométriques dont le centre représente un motif végétal. 
Contrairement aux baies des deux premiers niveaux, celles du dernier étage sont tripartites.

### Travée centrale et travée de droite
Ces deux travées sont traversées par un cordon de pierre entre les deux premiers niveaux. Les pilastres marquent un effet de relief qui court le long des différentes baies de la maison.